# ويليام سميث (سياسي بريطاني)
ويليام سميث (بالإنجليزية: William Smith)‏ هو سياسي بريطاني، ولد في 26 يناير 1954 في بلفاست في المملكة المتحدة، وتوفي في 8 يونيو 2016.